# 曹賢順
曹賢順（?—?），北宋时期的第八任曹氏归义军节度使。曹宗壽的儿子。
曹宗壽死后，曹賢順嗣位。宋真宗大中祥符七年（1014年）以歸義軍留後曹賢順，為本軍節度使。辽国開泰八年（即宋天禧三年，1019年）正月壬戌，遼聖宗封沙州節度使曹賢順為敦煌郡王。天禧四年（1020年）和天圣元年（1023年），曹贤顺曾两次向宋廷进贡物品，自天圣元年以后曹氏归义军政权从史籍中消失。曹氏政权可能是在天圣六年至景祐四年（1036年）之间被西夏所滅。天圣八年（1030年）曹贤顺的弟弟曹贤惠以千骑归降西夏，沙州（今甘肃省敦煌市）、瓜州（今甘肃省瓜州县）被沙州回鹘占领。景祐三年（1036年），西夏攻克肃州（今甘肃省酒泉市）、瓜州、沙州，灭亡沙州回鹘，统一河西走廊。

## 影視形象
- 张京生：2006年電視劇《大敦煌》